# Vanessa Torres
Vanessa Patricia Torres Batista (ur. 11 marca 1983) – dominikańska zapaśniczka walcząca w stylu wolnym. Zajęła 24 miejsce na mistrzostwach świata w 2009. Piąta na igrzyskach panamerykańskich w 2011. Brązowa medalistka mistrzostw panamerykańskich w 2009. Wicemistrzyni Ameryki Płd. w 2014 roku.